# Tottenham Hotspur Stadium
Tottenham Hotspur Stadium je od 2019. godine stadion engleskog nogometnog kluba Tottenham Hotspur F.C. zamijenivši White Hart Lane. Kapacitet stadiona iznosi 62.214, čime je ovaj stadion 3. najveći nogometni stadion u Ujedinjenom Kraljevstvu (1. Wembley, 2. Old Trafford) i 2. najveći nogometni stadion u Londonu. Stadionovo trenutačno ime, Tottenham Hotspur Stadium, je privremeno. Klub namjerava prodati prava imenovanja, tako da će stadion biti nazvan po sponzoru. Navijači i neki mediji povremeno zovu stadion New White Hart Lane.

## Vanjske poveznice
- Službena web stranica Tottenham Hotspura